# Sommant
Sommant é uma comuna francesa na região administrativa de Borgonha-Franco-Condado, no departamento Saône-et-Loire. Estende-se por uma área de 21,75 km². Em 2010 a comuna tinha 214 habitantes (densidade: 9,8 hab./km²).